# Trichilia euneura
Trichilia euneura är en tvåhjärtbladig växtart som beskrevs av C. Dc.. Trichilia euneura ingår i släktet Trichilia och familjen Meliaceae. Inga underarter finns listade i Catalogue of Life.